# Гудсир-Каллен, Вилли
Уильям (Вилли) Джеймс Гудсир-Каллен (англ. William (Willie) James Goodsir-Cullen; 29 марта 1907, Фирозпур — 15 июня 1994, Вайоминг) — индийский хоккеист на траве, полузащитник, нападающий. Олимпийский чемпион 1928 года.

## Биография
Вилли Гудсир-Каллен родился 29 марта 1907 года в городе Фирозпур в Британской Индии (сейчас в Индии).
Учился в колледже святого Георгия в Массури. 
Играл в хоккей на траве за Соединённые провинции, в 1928 году ставшие чемпионом Индии, а также за «Телеграф Рейкриэйшен» из Агры и Калькутты.
В 1928 году вошёл в состав сборной Индии по хоккею на траве на летних Олимпийских играх в Амстердаме и завоевал золотую медаль. Играл на позициях полузащитника и нападающего, провёл 3 матча, мячей не забивал.
После завершения карьеры работал в нефтяной компании. С началом Второй мировой войны поступил на военную службу.
В 1947 году вместе с женой Моникой и тремя детьми уехал в Канаду, а через несколько лет — в Австралию, где и провёл оставшуюся часть жизни.
Умер 15 июня 1994 года в пригороде Вайоминг австралийского региона Сентрал-Кост.

## Семья
Младший брат — Эрни Гудсир-Каллен (1912—1993), индийский хоккеист на траве. Олимпийский чемпион 1936 года.